# Shebitko
Shebitko var en farao av Egyptens tjugofemte dynasti.
Han regerade under 700-talet f.Kr.